# The Summit (album Sly and Robbie)
The Summit – dziesiąty album studyjny jamajskiej sekcji rytmicznej Sly & Robbie.
Płyta została wydana w roku 1988 przez waszyngtońską wytwórnię RAS Records. Nagrania zostały zarejestrowane w Dynamic Sounds Studio w Kingston. Ich produkcją zajął się Phillip "Fatis" Burrell.

## Lista utworów
1. "All Aboard"
2. "Spy Vs. Spy"
3. "Super Cool"
4. "First Light"
5. "My Turf"
6. "Free At Last"
7. "Rice + Peas"
8. "Here + Beyond"

## Muzycy
- Robbie Shakespeare - gitara, gitara basowa
- Sly Dunbar - perkusja
- Robert Lynn - instrumenty klawiszowe